# Ryan Shaw
Ryan Shaw, né le 25 décembre 1980 à Decatur en Géorgie, est un chanteur américain.

## Discographie
- This Is Ryan Shaw (2007) #22 Billboard
- It Gets Better (2010)
- Real Love (2012)

## Récompenses et nominations
- Grammy Awards
  - 2008, Best Traditional R&B Vocal Performance: "I Am Your Man" (Nominated)
  - 2011, Best Traditional R&B Vocal Performance: "In Between" (Nominated)
  - 2014, Best Traditional R&B Vocal Performance: "Yesterday" (Nominated)

## Liens
- Website
- My Space
- Eventful
- YouTube
- http://shorefire.com/index.php?a=pressrelease&o=5643